# Magyar Automobil Részvény Társaság Arad

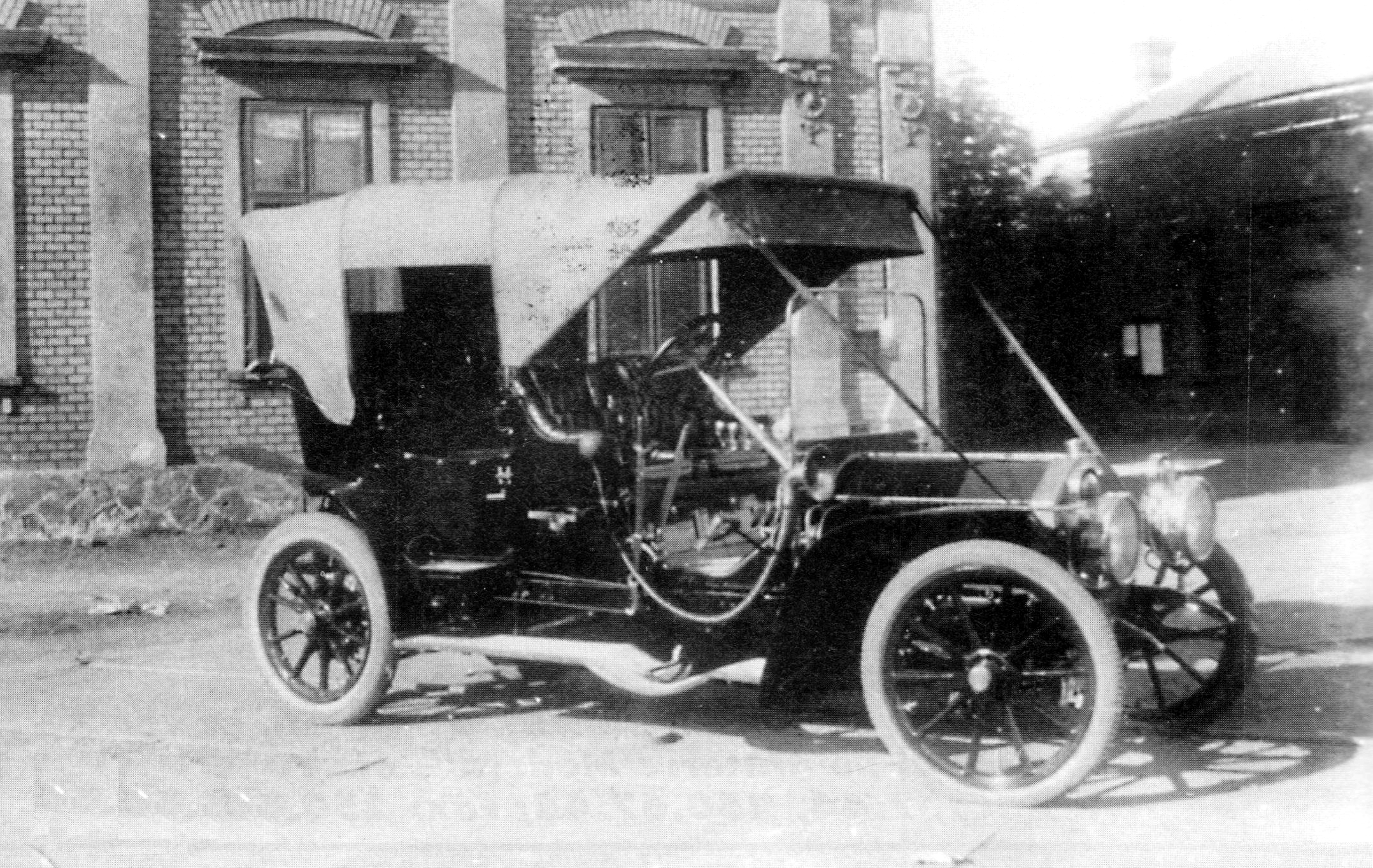
Marta

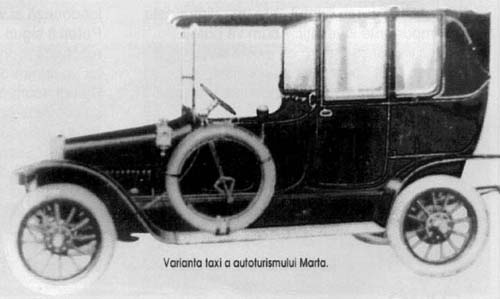
Marta Taxi

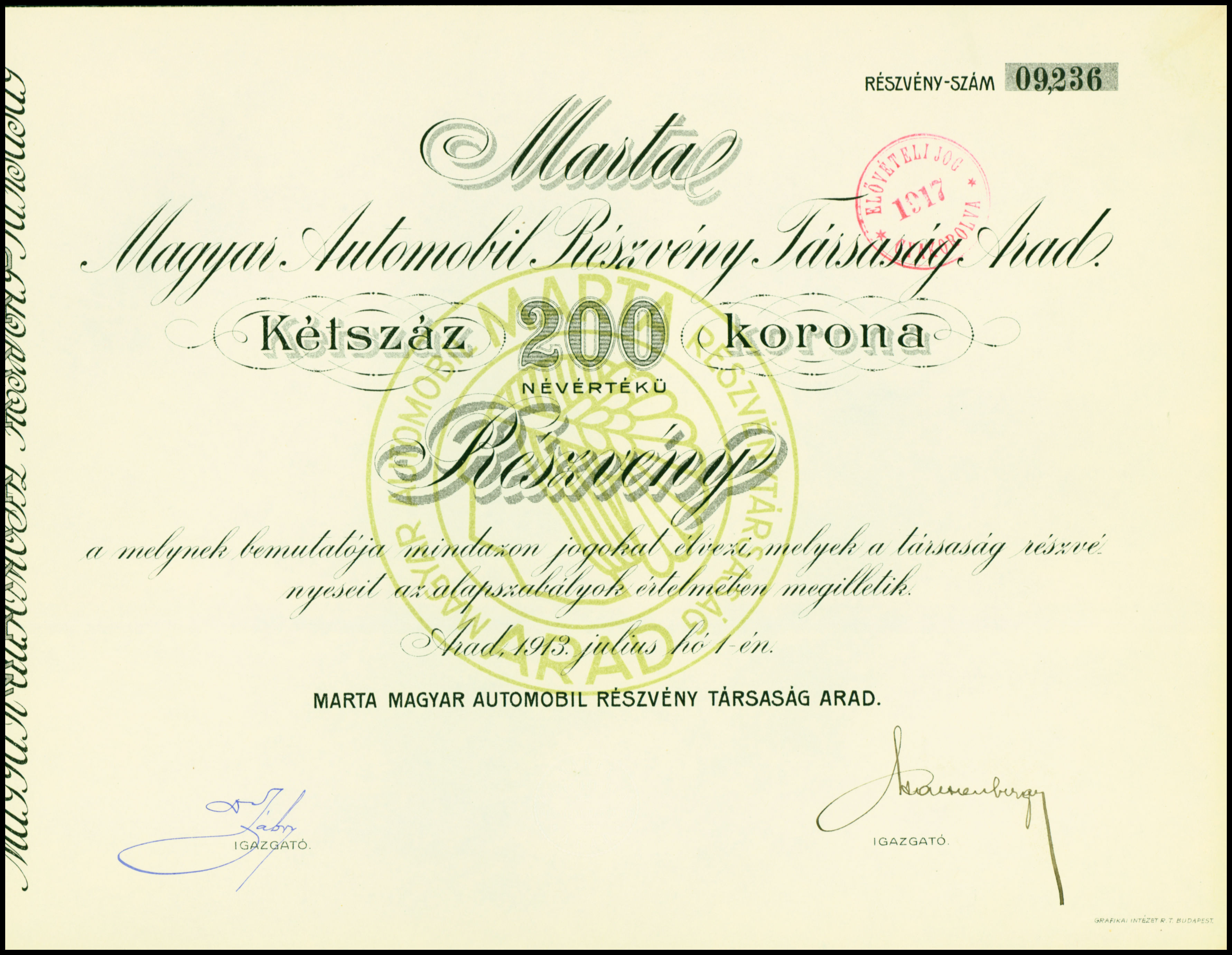
Aktie über 200 Kronen der Marta Magyar Automobil Részvény Társaság Arad vom 1. Juli 1913

Magyar Automobil Részvény Társaság Arad (MARTA) (deutsch Ungarische Automobil AG Arad) war ein Hersteller von Automobilen aus Österreich-Ungarn.

## Unternehmensgeschichte
Zwischen 1909 und 1912 wurden in Arad etwa 150 Automobile nach Lizenz Westinghouse hergestellt. Das Nachfolgeunternehmen Magyar Automobil Részvény Társaság Arad im Besitz von Austro-Daimler begann 1912 mit der Produktion von Automobilen. 1914 wurde die Produktion nach etwa 500 hergestellten Exemplaren eingestellt.
Nach Ende des Ersten Weltkriegs gehörte die Stadt Arad zu Rumänien. 1921 fusionierte das Unternehmen mit der Fabrica de Mașini, Vagoane și Turnătorie de Fier a societății pe acțiuni „Johann Weitzer“ (vorher ungarisch Weitzer János Rt.) zur Fabrica de automobile și vagoane Astra.

### Nachfolgeunternehmen
Die Fabrica de automobile și vagoane Astra fertigte unter dem Markennamen Astra noch bis 1926 Nutzfahrzeuge sowie einige Personenwagen, konzentrierte sich dann aber ganz auf Schienenfahrzeuge. Nach dem Zweiten Weltkrieg verstaatlicht, wurde es bei der Privatisierung 1998 in verschiedene Unternehmen für einzelne Produktionssparten aufgeteilt, darunter Astra Vagoane Călători.

## Fahrzeuge
Es wurden drei verschiedene Modelle mit Vierzylindermotoren hergestellt. Die kleinen Modelle 18/22 PS und 20/30 PS verfügten über Kardanantrieb, das große Modell 35/45 PS über Kettenantrieb.